# Bopyrissa dawydoffi
Bopyrissa dawydoffi is een pissebed uit de familie Bopyridae. De wetenschappelijke naam van de soort is voor het eerst geldig gepubliceerd in 1963 door Codreanu & Codreanu.